# April und die außergewöhnliche Welt
April und die außergewöhnliche Welt (Originaltitel: Avril et le monde truqué) ist ein französisch-belgisch-kanadischer animierter Science-Fiction-Film aus dem Jahr 2015. Der im Steampunk gehaltene Film zeigt eine alternative Realität im Paris der 1940er Jahre. Er basiert auf Zeichnungen von Jacques Tardi.

## Handlung
Am Vorabend des Deutsch-Französischen Krieges lässt Napoleon III. namhafte französische Wissenschaftler, darunter auch Gustave Franklin, nach einem Serum forschen, um seine Soldaten unverwundbar zu machen. Als er erkennt, dass Franklin bis auf einige wenige sprechende Tiere keine nennenswerten Erfolge vorweisen kann, kommt es zwischen den beiden zu einem Streit. Das Labor explodiert, der Kaiser und Gustave werden getötet. Lediglich zwei sprechende Eidechsen fliehen aus ihren Käfigen. Um einen Krieg abzuwenden, handelt Napoleon IV. einen Vergleich aus.
Im Laufe der nächsten sechzig Jahre verschwinden praktisch alle namhaften Wissenschaftler wie Enrico Fermi oder Heinrich Hertz spurlos. Die technologische Entwicklung der Menschheit stagniert auf dem Stand Ende des 19. Jahrhunderts. Weder die Elektrizität, noch die Kernenergie werden entdeckt und die Menschheit deckt ihren Energiebedarf zunächst durch das Verbrennen von Kohle, später durch Holz – bis der letzte Baum auf dem alten Kontinent gefällt wird. Um die Energiekrise zu lösen, plant Frankreich einen Feldzug gegen Kanada, um Zugriff auf dessen umfangreiche Wälder zu erlangen. Die noch verbliebenen Wissenschaftler werden von Inspektor Pizoni gejagt, gefangen genommen und gezwungen, Frankreichs Waffensysteme aufzurüsten.
In dieser düsteren Umgebung haben Gustaves Sohn Prosper, sein Enkel Paul, die Enkeltochter Annette und seine Urenkelin April weiter heimlich an einem Serum gearbeitet, dass unsterblich machen soll. Doch auch ihre Forschung brachte bislang nur ein sprechendes Tier hervor – die Katze Darwin, die April nicht von der Seite weicht. Als die Familie glaubt, einen Durchbruch erzielt zu haben, stürmen Pizonis Männer das Labor. Prosper kann entkommen. Paul, Annette und April sowie Darwin fliehen mit einer Seilbahn, die jedoch von einer dunklen Wolke umhüllt wird, in der Paul und Annette scheinbar sterben. April und Darwin entkommen ihren Verfolgern.
Im Jahr 1941 arbeitet April weiter an dem Serum, um den mittlerweile im Sterben liegenden Darwin zu heilen. Scheinbar hat sie Erfolg, denn die Katze erholt sich. Dennoch sind beide nach wie vor auf der Flucht vor Pizoni, der besessen davon ist, sie zu finden. In seiner Verzweiflung setzt er den kleinen Ganoven Julius auf sie an. Doch Julius findet Gefallen an April, hilft ihr bei einer erneuten Flucht vor Pizoni und führt sie zu Prosper. Er wiederum wird von Julius verraten und nach Fort la Latte gebracht. Dort arbeiten zahlreiche andere Wissenschaftler an einer ihnen unbekannten Maschine, die sich auf dem Meeresgrund befindet. Als Prospers Haus angegriffen wird, verwandeln April und Julius sein Haus in einen mobilen Bunker und gelangen so ebenfalls nach Fort la Latte.
Dort befreien sie Prosper und fliehen in einem Flugzeug. Sie finden Hinweise, dass die zwei vor über 70 Jahren geflohenen Eidechsen mittlerweile unter der Oberfläche von Paris ein neues Ökosystem aufgebaut haben, in der auch Aprils Eltern gemeinsam mit den übrigen Wissenschaftler leben. Von dort soll eine Rakete starten, um die Welt mit neuem Leben zu bevölkern. Aprils Serum soll der Schlüssel für diese neue Welt sein. Kurz vor dem Start der Rakete offenbart jedoch einer der Echsen, dass er lieber selbst unsterblich sein möchte. Er will die Menschheit auslöschen und selbst die Herrschaft übernehmen. Er tötet die zweite Echse, bevor er selbst von Julius erschossen wird – zuvor hatte der kleine Ganove das Serum ausgetauscht und Darwin übergeben, der sich in der startenden Rakete befindet. Die Wissenschaftler werden von April befreit und alle kehren an die Oberfläche zurück. Dort sehen sie, wie die Rakete im Weltall explodiert.
Die nunmehr freien Wissenschaftler setzen den technologischen Fortschritt der Menschheit wieder in Gang; April perfektioniert das Serum und die Vegetation breitet sich über die Erde, den Mond sowie Venus und Mars aus. 2001 betritt der Mensch erstmals den Mond. Im Fernsehen wird gezeigt, wie Astronauten auf Darwin treffen, der seinen Lebensabend dort verbringt. Der mittlerweile gealterte Julius überbringt seiner Frau, April, die frohe Nachricht.

## Rezeption
Peter Osteried gibt auf dem Portal kino-zeit zwar zu bedenken, dass der Film „inmitten all der Animations-Blockbuster“ untergehen könnte. Er lobt jedoch auch, „wie herrlich zeitlos die Kunst des handgemalten Animationsfilms ist“. Auf dem Online-Portal filmstarts erhielt der Film bei zwei Pressekritiken einen Wert von 4,3 von 5 (Stand: 31. Dezember 2018). Die Kritiker von moviepilot bewerten den Film auf einer Skala von 0 bis 10 mit einem Wert von 8,1 bei 9 Bewertungen, die Community-Mitglieder mit 7,3 bei 103 Bewertungen (Stand: 31. Dezember 2018).

## Auszeichnungen
- 2015: Sieger beim Festival d’Animation Annecy
- 2017: Nominiert für den Annie Award
- 2017: Nominiert für den  Tōkyō Anime Awards
- 2016: Nominiert für den César Award
- 2016: Nominiert für den International Online Cinema Awards
- 2016: Nominiert für den San Diego Film Critics Society
- 2016: Nominiert für den St. Louis Film Critics Association